# 41 Daphne
Daphne /ˈdæfni/ (định danh hành tinh vi hình: 41 Daphne) là một tiểu hành tinh lớn ở vành đai chính, do Hermann M. S. Goldschmidt phát hiện ngày 22 tháng 5 năm 1856 và được đặt theo tên Daphne, nữ thần rừng trong thần thoại Hy Lạp đã biến thành cây nguyệt quế.
Tiểu hành tinh có bề mặt tối này dường như được cấu tạo bằng chondrite cacbonat nguyên thủy.
Người ta đã quan sát thấy "41 Daphne" che khuất các ngôi sao 3 lần trong thập niên 1990. Các đường ánh sáng cong của nó cho thấy là nó có hình dạng bất thường.

## Vệ tinh
Daphne có ít nhất một vệ tinh được đặt tên là Peneius ( Định danh hành tinh vi hình: S/ 2008 (41) 1).